# De Hoop (Veen)
Korenmolen De Hoop is een ronde stenen stellingmolen in Veen, gemeente Altena
De molen is in 1838 gebouwd in opdracht van Willem Ambrosius, wiens familie de molen bijna een eeuw lang in bezit heeft gehad. De korenmolen is in bedrijfsvaardige toestand en draait op beroepsmatige basis. Sinds 1965 is De Hoop in bezit van de Stichting Land van Heusden & Altena. De molen staat aan de Maasdijk, waar het verkeer onder de stelling passeert. Vrachtwagens moeten er uitwijken om te voorkomen dat ze in aanraking komen met de schoren.

## Foto's

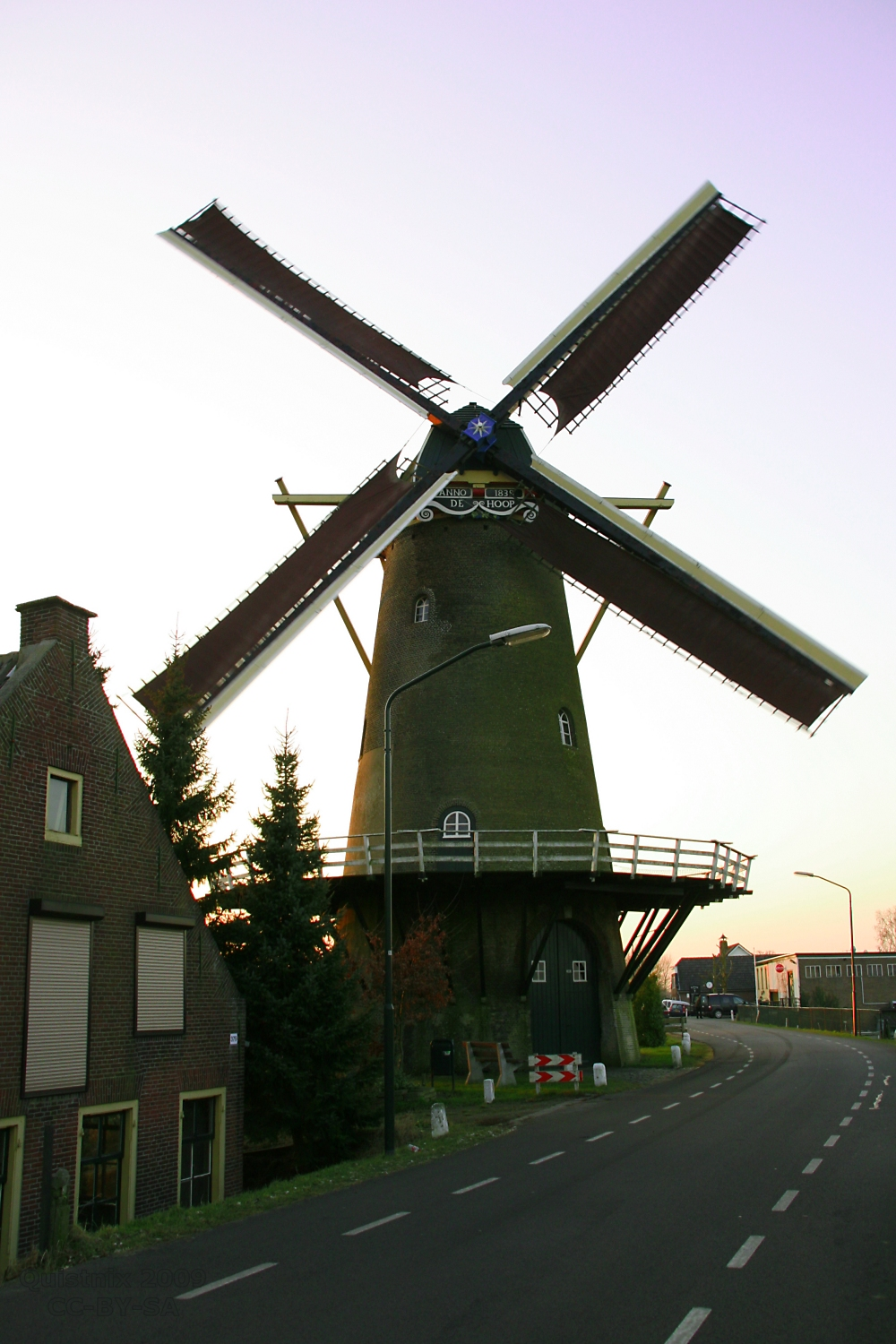
De Hoop, draaiend met vier volle zeilen
- De Hoop tijdens de Nationale Molendag